# Aïkijutsu
L'Aikijutsu (合気術), aussi écrit « aiki-jutsu », « aiki-jitsu », « aiki-ju-jitsu », « aiki-jujitsu », « aiki-ju-jutsu », « aiki-jujutsu », « aikijutsu » et « aiki-no-jutsu » — Aïki-no-jutsu étant l’ancien terme (dont la première apparition daterait de 1873 selon certains, du milieu du XVIe siècle selon d’autres) est un art (Technique) de l’harmonisation des énergies.
Cet art de combat est basé sur le principe de coordination entre l’attaque et la défense : rassembler (aï) son énergie (ki) puis l’harmoniser (aï) avec les forces (ki) contraires ou opposées, afin d’acquérir la possibilité de contrôler toute situation conflictuelle.

## Historique
Les historiens japonais attribuent la création de l’aïkijutsu alors aiki-in-yo-ho (aïki in’yo ho) « l’utilisation du pouvoir in et yo des énergies unifiées » à (Shinra Saburo) Minamoto no Yoshimitsu (1056 – 1127) et dans une moindre mesure à son frère aîné Minamoto no Yoshiie (1041 – 1108).
Issu de la doctrine In-Yo-Ho, qui recherchait l’harmonie entre l’homme le ciel et la terre, le principe de base aïki-ho mettra l’accent sur la non-résistance à l’action ou à la réaction d’un adversaire.
Il s’agissait probablement d’une méthode de combat spécifique aux guerriers du célèbre clan Minamoto dont les deux frères codifièrent les techniques, expérimentées et perfectionnées sur les champs de bataille.
Au XVIe siècle, cet héritage se scinda en deux principales koryū (écoles anciennes) : le Takeda Ryū et le Daitō Ryū.
Basé sur le principe aïki, cet « art de l’instant présent » utilise la science des déplacements et esquives, complétée par des techniques de percussion, de projection, de luxation, d’arrestation et d’immobilisation.

## Spécification
Les liens et similitudes entre le ju-jitsu et l’aïki-jitsu sont beaucoup plus étroits qu’entre le judo et l’aïkido. L’aïki-jutsu est plus imprégné que le ju-jitsu, par les principes, théories et pratiques du kenjutsu (techniques de sabre japonais).

## Ryu et Styles
- Takeda Ryu Kobilza Ha
- Takeda Ryu Nakamura Ha
- Takeda-Ryu Maroto-ha
- Hakko-Ryu
- Kiraku-Ryu
- KoKoDo Jûjutsu
- Koto-Kai
- Shido
- Yamate-Ryu
- Yanagi-Shidare-Ryu
- Ainsi que différentes écoles se réclamant du Daïto-Ryu.